# Mambéré (flod)
Mambéré er en flod der løber i Den Centralafrikanske Republik.

## Flodens løb
Den har sit udspring omkring 50 km sydøst for byen Meiganga, direkte på grænsen til Cameroun i præfekturet Nana-Mambéré i udkanten af Adamawahøjlandet. Derfra løber den i sydøstlig retning. I dens øvre løb har den kun et svagt fald. Ved Carnot modtager den, dens vigtigste biflod,  Nana. Omkring 80 km nedenfor Carnot ændrer den kurs og løber direkte sydpå, indtil den løber sammen med Kadéï ved Nola og danner floden  Sangha.
Mambéré rummer en bemærkelsesværdig diamantforekomst.